# Østre Søbad
Østre Søbad er en badeanstalt ved Horsensvej/Primærrute 52 i den sydøstlige ende af Almindsø,.
Søbadet udgør sammen med Vestre Søbad, de primære badesteder i Silkeborg Kommune.
- Strand + bygninger

## Ekstern henvisning
- Silkeborg Kommune – Østre Søbad (Webside ikke længere tilgængelig)

56°8′51.46″N 9°33′21.76″Ø / 56.1476278°N 9.5560444°Ø